# Kusmara
Kusmara es un pueblo y nagar Panchayat situado en el distrito de Mainpuri en el estado de Uttar Pradesh (India). Su población es de 11938 habitantes (2011). 

## Demografía
Según el censo de 2011 la población de Kusmara era de 11938 habitantes, de los cuales 6346 eran hombres y 5592 eran mujeres. Kusmara tiene una tasa media de alfabetización del 79,94%, superior a la media estatal del 67,68%: la alfabetización masculina es del 85,434%, y la alfabetización femenina del 73,81%.